# Zwart-gele honingvogel
De zwart-gele honingvogel (Pachyglossa melanozantha, synoniem Dicaeum melanozanthum) is een zangvogel uit de familie Dicaeidae (bastaardhoningvogels).

## Verspreiding en leefgebied
Deze soort komt voor van Nepal tot zuidwestelijk China, Myanmar en Vietnam.

## Status
De grootte van de populatie is niet gekwantificeerd maar de soort wordt omschreven als zeldzaam tot algemeen. Op de Rode lijst van de IUCN heeft deze soort de status niet bedreigd.